# Chopok
Chopok – szczyt w Tatrach Niżnych na Słowacji o wysokości 2023,6 m n.p.m. Najczęściej podawany za drugi pod względem wysokości szczyt niżnotatrzański, jednak według niektórych źródeł jest dopiero trzeci, po Štiavnicy (2025,3 m) – z kolei często uznawanej jedynie za wierzchołek boczny Dziumbiera (2043,4 m). Leży w głównym grzbiecie wododziałowym Tatr Niżnych, we wschodnim, najwyższym fragmencie ich zachodniej części, zwanej Ďumbierskimi Tatrami.

## Geologia – morfologia
Chopok jest charakterystycznym szczytem, o kształtnej (choć niewysokiej) kopule szczytowej, „usypanej” z wielkich skalnych bloków. Budują go granity typu „Dziumbierskiego”, dlatego jego rzeźba jest podobna do rzeźby sąsiednich szczytów: Konské (1875 m) i Dereszy (2004 m). Ku północy, do Doliny Demianowskiej, opada z niego skalisto-trawiasty grzbiet, niżej rozdzielający się, Jego prawe odgałęzienie to Konský grúň tworzący zachodnie zbocza kotła lodowcowego Lukovej doliny. Ku południu opada dość stromymi, choć gładkimi i słabo rozczłonkowanymi stokami do Doliny Bystrej.

## Turystyka
Chopok jest bardzo dobrym punktem widokowym. W sezonie letnim z położonego w Dolinie Demianowskiej centrum Biela Púť kursuje na Chopoka trzyetapowa kolej linowa na Chopok. Górna jej stacja znajduje się w grani głównej, tuż po zachodniej stronie szczytu Chopoka. Obok niej jest budynek i maszt przekaźnika telekomunikacyjnego oraz stacja meteorologiczna. Pod samą kopułą szczytową Chopoka wznosi się na wysokości 2000 m schronisko turystyczne Kamienna Chata.
Przez Chopok (z pominięciem samej kopuły szczytowej) wiedzie czerwono znakowany, magistralny szlak turystyczny (tzw. Cesta hrdinov SNP). Z Chopoka można przejść granią na pobliskie szczyty Deresze i Dziumbier. Od północy wyprowadza nań niebieski szlak z Doliny Demianowskiej, zaś od południa – żółty szlak z Trangoški w zamknięciu Doliny Bystrej.
U podnóży Chopoka znajduje się duży ośrodek narciarski Jasná podzielony na 2 części: Jasná – Chopok północ (słow. Chopok sever) z terenami: Otupné (1142 m), Záhradky (1025 m) i Luková (1670 m) oraz ośrodek Chopok południe (słow. Chopok juh) z terenami: Kosodrevina (1489 m) i Srdiečko (1216 m). Jest to największy ośrodek narciarski na Słowacji. Trasy narciarskie, o łącznej długości 45 km, obsługiwane są przez 3 koleje gondolowe, 1 kolej naziemną, 9 kolei krzesełkowych i 16 wyciągów narciarskich o łącznej przepustowości 32 tys. osób na godzinę. 

## Galeria

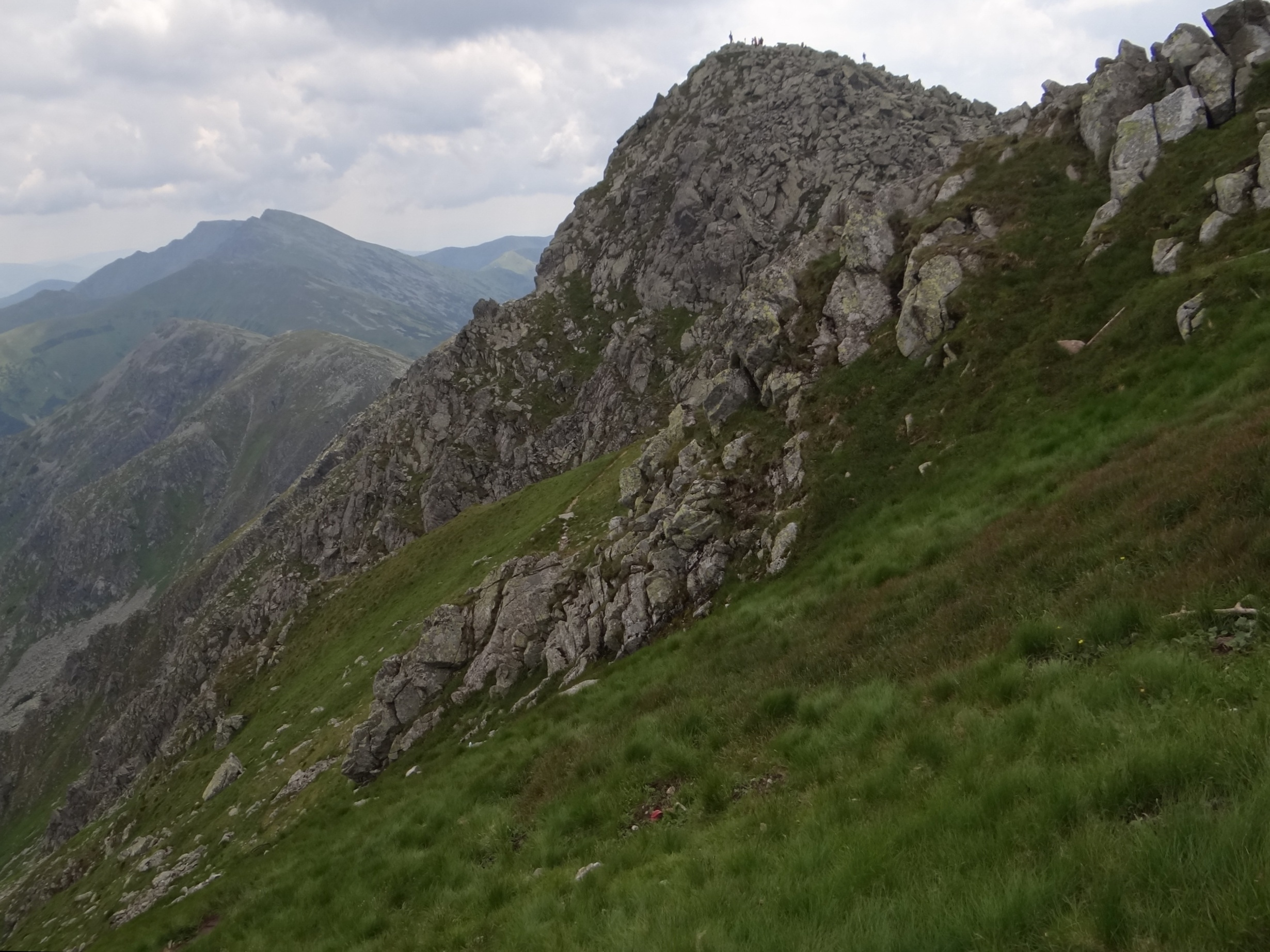
Chopok
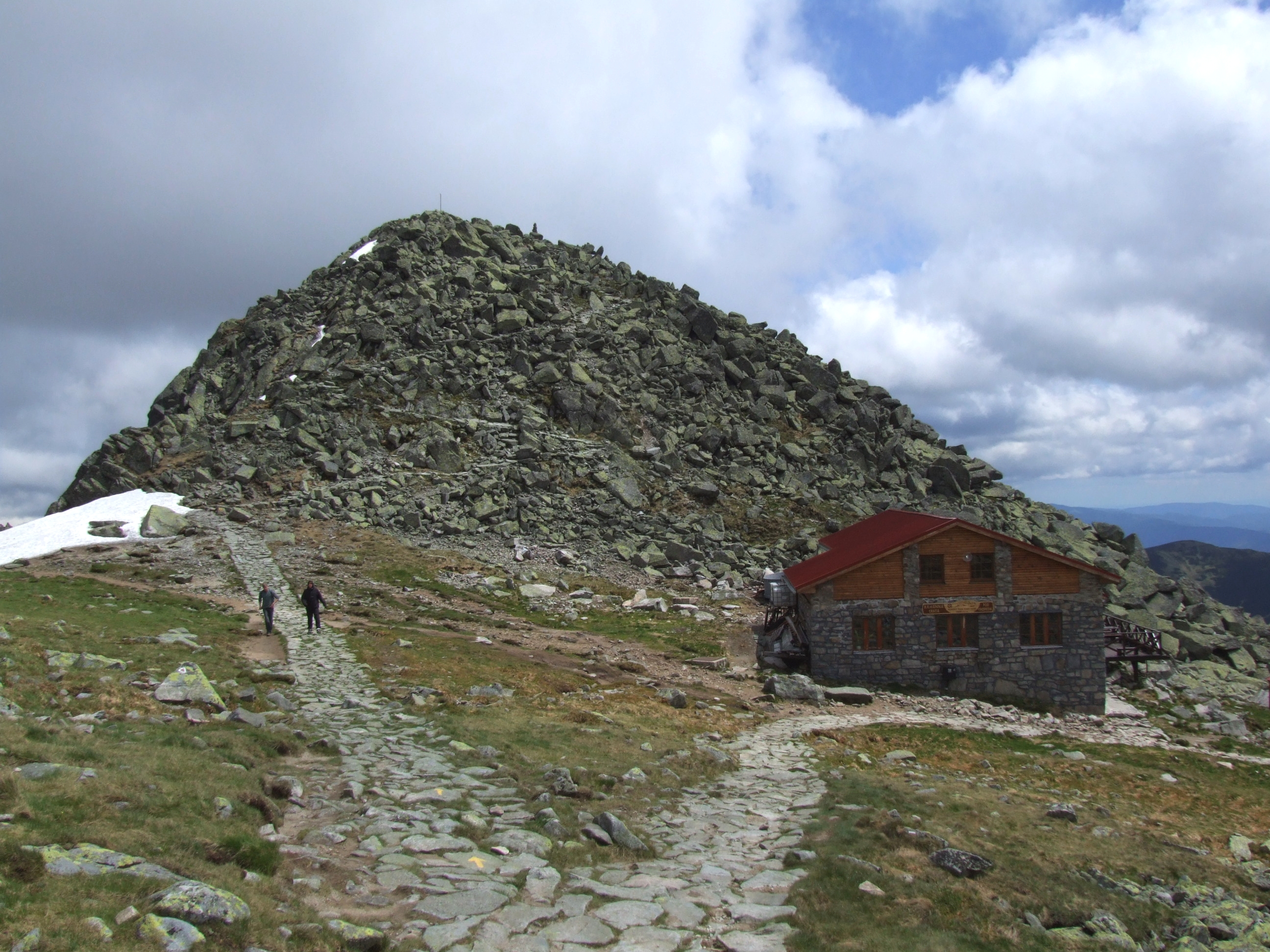
Szczyt Chopoka, w dole schronisko Kamenna Chatá
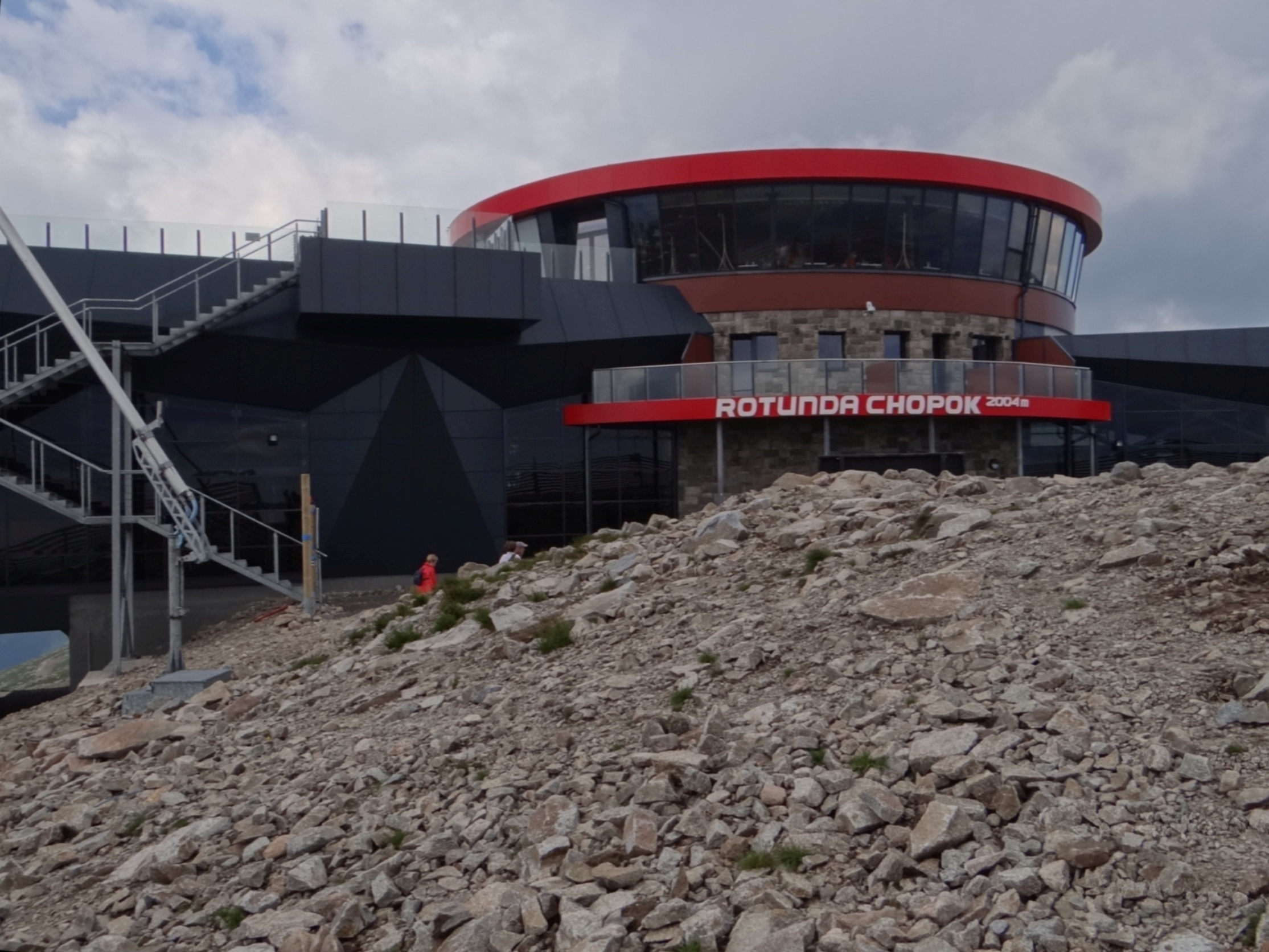
Górna stacja kolei linowej na Chopok
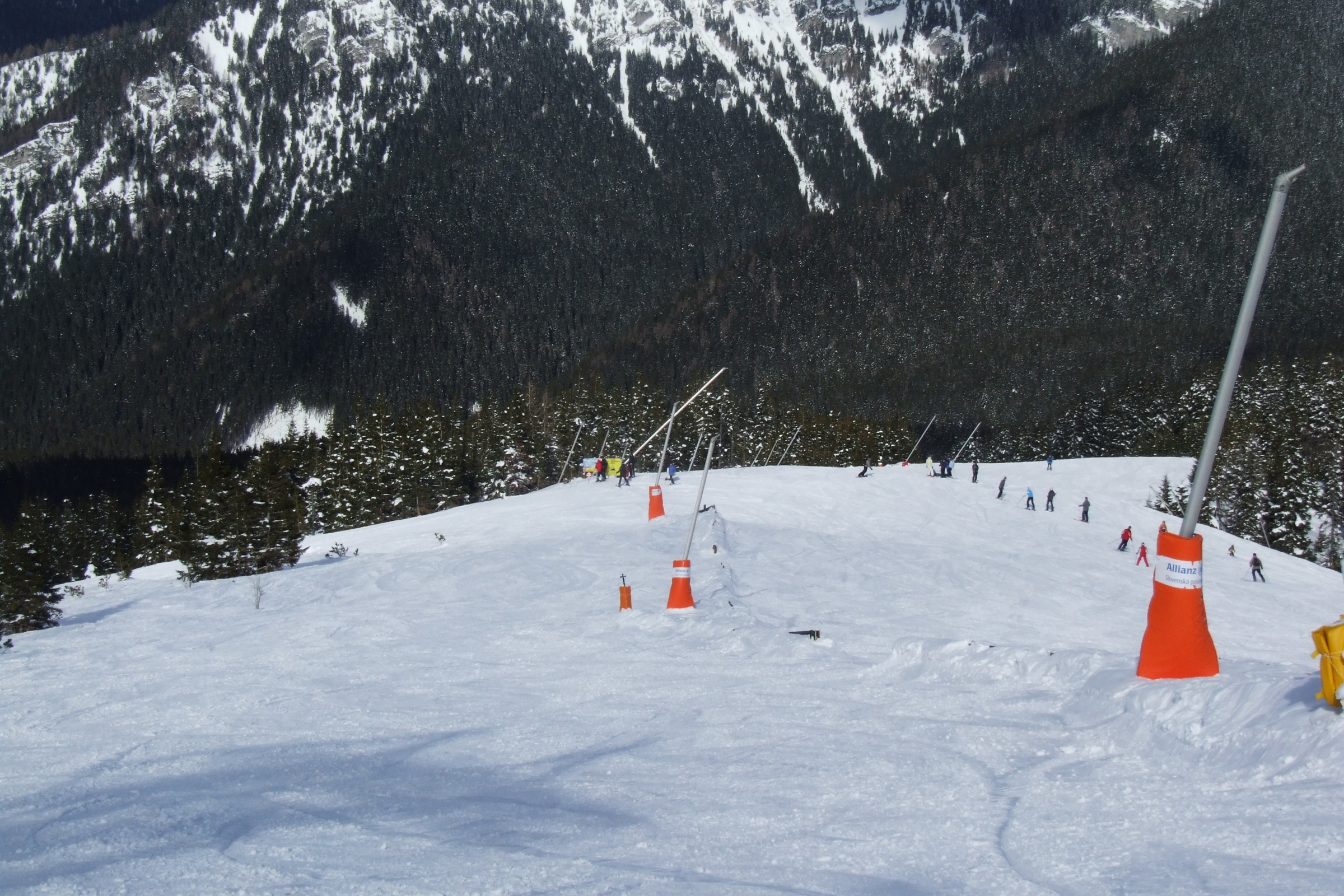
Trasa zjazdowa w ośrodku Chopok sever